# Plaine de Bièvre
Pour les articles homonymes, voir Bièvre.
La plaine de Bièvre, parfois nommée plaine de la Bièvre ou plateau de Bièvre, est une plaine allongée d'est en ouest, large d'environ six kilomètres et longue d'une trentaine, située en Isère. Elle abrite notamment les petites villes de La Côte-Saint-André, Saint-Étienne-de-Saint-Geoirs, Saint-Siméon-de-Bressieux et Le Grand-Lemps, ainsi que l'aéroport de Grenoble. La plaine se situe à une trentaine de kilomètres de Grenoble.

## Toponymie
Le nom de la plaine provient du mot gaulois -bebros qui a donné en français le mot bièvre pour désigner le castor, animal qui vivait dans les cours d'eau de la plaine lorsque celle-ci était recouverte de forêts.

## Géographie

### Situation et topographie
La plaine est bordée au sud par le plateau de Chambaran et au nord par les Terres froides. Ces deux reliefs dominent la plaine, en moyenne, d'environ 190 mètres, mais cette hauteur peut atteindre trois cents mètres. La Bièvre elle-même domine de près de 250 mètres la vallée de l'Isère située au sud-est.
La Bièvre s'abaisse graduellement d'est en ouest ; côté oriental la plaine culmine autour de 430 mètres, alors que côté occidental elle s'abaisse vers 280 mètres.

### Géologie
Le substratum de la plaine de Bièvre s'est formé au Miocène, il a 23 à 8 Ma, lorsque des molasses se sont déposées au fond d'une mer épicontinentale. Après plusieurs épisodes de transgression et de régression marine, des épisodes glaciaires se succèdent au cours du Quaternaire, les glaciers du Rhône et de l'Isère venant recouvrir la région sous une épaisseur de glace de plusieurs centaines de mètres,. Le secteur se trouve au débouché des vallées alpines et les glaciers s'étalent alors dans la plaine de piémont sous la forme de lobes glaciaires,. C'est celui de l'Isère qui occupe l'emplacement de la plaine de Bièvre,. Les glaces et leurs eaux de fonte soumettent les molasses de Chambarran et de Bonnevaux à une importante érosion fluvioglaciaire, creusant notamment la plaine de Bièvre. Peu à peu, les molasses du Miocène sont atteintes par le creusement d'une vallée en auge au rebords peu marqués et au fond très plat sur lequel viennent divaguer les eaux de fonte, faisant de la plaine un sandur. Au maximum de la glaciation de Riss il y a 450 000 ans, le lobe du glacier de l'Isère occupe la plaine de Bièvre jusqu'à la hauteur de Beaurepaire, la partie aval jusqu'au Rhône étant parcourue par les eaux de fonte. Le glacier étant en phase de retrait, la Bièvre est progressivement libérée des glaces au point qu'au Riss récent il y a 170 000 ans, le glacier n'occupe plus que la partie amont de la vallée à hauteur de la Côte-Saint-André. À la glaciation suivante du Würm il y a 30 000 ans, le glacier de l'Isère revient dans la Bièvre mais occupe seulement le secteur de Beaucroissant et de Colombe. Au retrait définitif des glaces, le climat tempéré permet l'arrivée de la forêt européenne qui vient constituer les sols actuels.

### Environnement
Il y a plus aucune forêt sur le territoire de Bièvre mais un écosystème s'est formé dans la plaine agricole.
Climat
Le climat est de type semi-continental avec des influences montagnardes et méditerranéennes.
Les hivers sont froids et secs, entre 0 et 5 °C. Les étés sont chauds et secs, entre 25 et 30 °C, avec des tendances orageuses. 
Les printemps et automne sont doux et humides.
Le record de froid est de -12 °C, le record de chaleur est de 42 °C. 
Il y a en moyenne 850 mm de pluie par an et 2 100 heures d'ensoleillement. 
La partie ouest de la plaine est sous influence méditerranéenne et de la vallée du Rhône, et plus chaude que la partie est plus continentale. 
Les moyennes annuelles de température vont de 11,5 à 13,8 °C.

## Histoire
Au début du Moyen Âge, le secteur était recouvert d'une immense forêt mais après de nombreux défrichages successifs la Bièvre est devenu une vaste plaine agricole faiblement urbanisée. La construction d'une manufacture de tissage de la soie à Saint-Siméon de Bressieux, l'usine-pensionnat Girodon est un des meilleurs exemples de l'essor industriel de ce secteur du Bas-Dauphiné durant la seconde moitié du XIXe siècle.

## Économie
L'économie est basée sur l'industrie et  sur les exploitations agricoles.